# Estação Hospital de Bellvitge

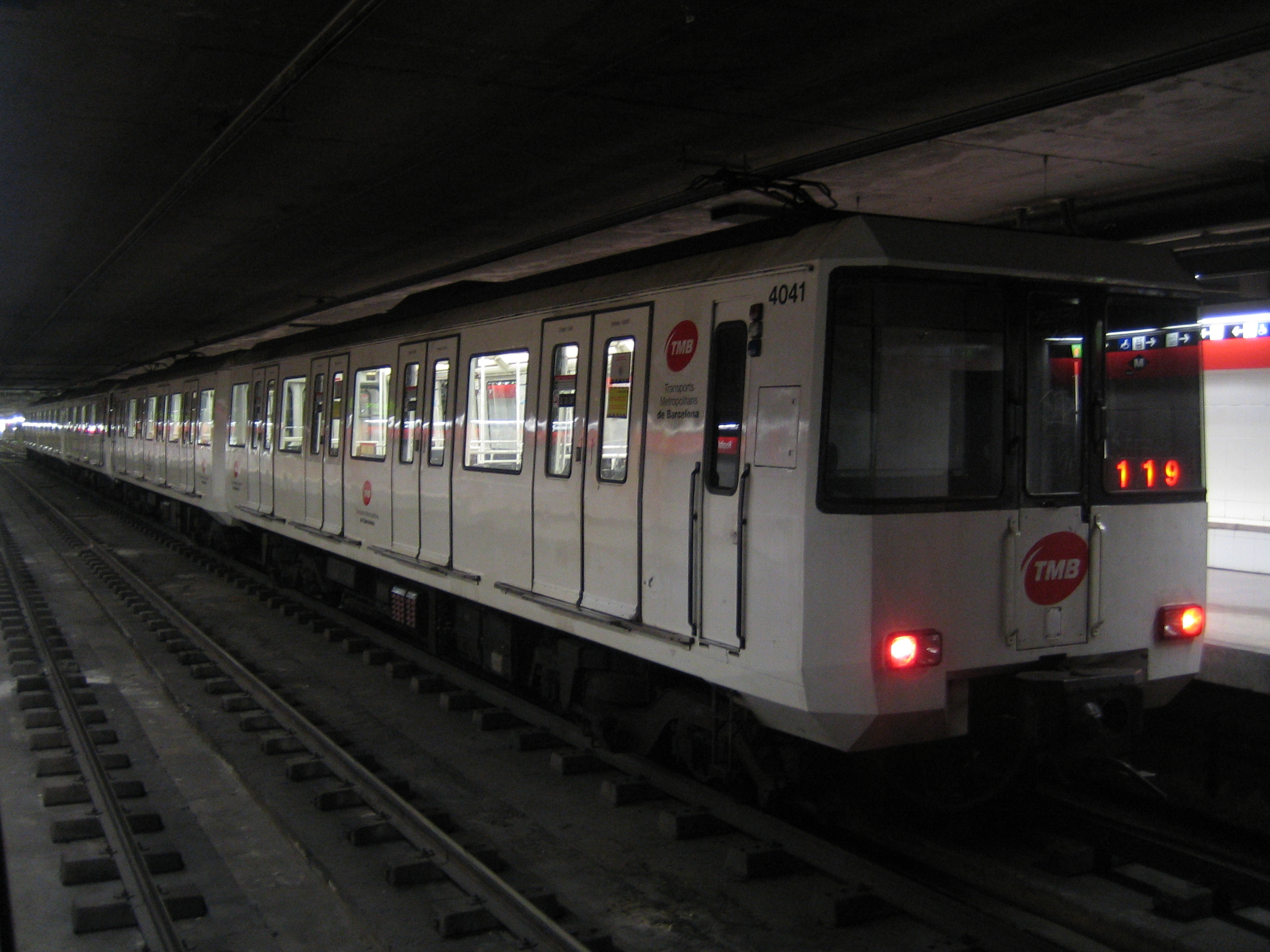
Trem da série 4000 - estação Hospital de Bellvitge.

Hospital de Bellvitge (em catalão:  Estació d'Hospital de Bellvitge - em castelhano:  Estación de Hospital de Bellvitge) é uma estação do Metro de Barcelona e entrou em funcionamento no ano de 1989. É um das estações finais da Linha 1.

## História
A estação foi inaugurada em 1989, quando a linha L1 foi estendida da estação Avinguda Carrilet. Era originalmente conhecido como Feixa Llarga, em homenagem ao Estadio La Feixa Llarga, o estádio de futebol do time local Centre d'Esports L'Hospitalet. Recebeu seu nome atual em 2003.

## Localização
A estação fica sob o estacionamento do hospital, entre o próprio hospital e a Gran Via de les Corts Catalanes. Possui uma única entrada e bilheteria subterrânea, que dá acesso a duas plataformas laterais de 96 metros  de comprimento em um nível inferior. Além das plataformas no final da estação, há vários desvios laterais que são utilizados para parqueamento de trens.

## Expansão de linha
Existem planos para que a L1 seja estendida desde esta estação até El Prat de Llobregat, onde fará a interligação com o trecho comum planejado das linhas L2 e L9 em direção ao aeroporto de Barcelona.